# Edilene Barbosa
Edilene Barbosa (São Paulo, 1961) é uma escritora de telenovelas brasileira. É filha mais nova do autor Benedito Ruy Barbosa e irmã de Edmara Barbosa.[carece de fontes?]

## Carreira

### Na televisão
- 2024 - Renascer - Rede Globo - (colaboradora)
- 2022 - Pantanal - Rede Globo - (colaboradora)
- 2014 - Meu Pedacinho de Chão - Rede Globo - (colaboradora - reboot)[1][2]
- 2009 - Paraíso - Rede Globo - (colaboradora - remake)[carece de fontes?]
- 2006 - Sinhá Moça - Rede Globo - (autora - remake)[3]
- 2005 - Mad Maria - Rede Globo - (colaboradora)
- 2004 - Cabocla - Rede Globo - (autora - remake)[4]
- 2002 - Esperança - Rede Globo - (colaboradora)[5]
- 1999 - Terra Nostra - Rede Globo - (colaboradora)[6]
- 1996 - O Rei do Gado - Rede Globo - (colaboradora)[7]
- 1993 - Renascer - Rede Globo - (colaboradora)[8]